# Kapetan Amerika: Prvi osvetnik
Kapetan Amerika: Prvi osvetnik (eng. Captain America: The First Avenger) je američki film iz 2011. godine redatelja Joea Johnstona.
Prema liku Marvel Comicsa Kapetan Amerika, napisali su ga Christopher Markus i Stephen McFeely, a glume Chris Evans, Tommy Lee Jones, Hugo Weaving, Hayley Atwell, Sebastian Stan, Dominic Cooper, Neal McDonough, Derek Luke i Stanley Tucci. Producirao Marvel Studios, a distribuirao Paramount Pictures, to je peti film u Marvel Cinematic Universeu.
Smješten pretežno tijekom Drugog svjetskog rata, film govori o Steve Rogersu, mršavom dječaku iz Brooklyna koji se pretvara u super vojnika nazvan Kapetan Amerika kako bi pomogao vojnicima u ratu. Rogers se mora suočiti s nemilosrdnom Crvenom lubanjom, časnikom Adolfa Hitlera koji želi zaplijeniti tajanstveni Teserakt i upotrijebiti ga kao oružje za uništenje svijeta.

## Radnja
Skupina znanstvenika pronalazi olupinu starog zrakoplova u ledu Sjevernog pola. Dva istraživača uspijevaju prodrijeti u trup i pronaći tajanstveni plavi, bijeli i crveni kružni objekt.
Godine 1942., u Norveškoj, Johann Schmidt, šef HYDRA-e (tajne nacističke znanstvene divizije), provaljuje u dvorac kako bi preuzeo Teserakt, artefakt velikih sila koje su stvorili drevni nordijski bogovi. U međuvremenu, u New Yorku, Steve Rogers, krhki i zakržljali dječak, pokušava se upisati u vojsku, ali je odbijen zbog svojih fizičkih nedostataka. Jedne večeri, Steve posjećuje Stark Expo sa svojim najboljim prijateljem, narednikom Jamesom "Buckyjem" Barnesom. Abraham Erskine, znanstvenik njemačkog podrijetla koji radi za vladu, pogođen Rogersovim domoljubnim motivima odlučuje ga angažirati. Mladić je prebačen u poseban dio vojske, pod zapovjedništvom pukovnika Chestera Phillipsa i agentice Peggy Carter. U ovom odjelu bit će odabran novak na kojem će se testirati serum supervojnika. Erskine bira Rogersa zbog svoje odane, pravedne i altruistične prirode, otkrivajući mladiću da je serum primijenjen samom Schmidtu, uzrokujući mu ozbiljnu kolateralnu štetu.
U međuvremenu, Schmidt, s namjerom osvajanja cijelog svijeta, koristi Teserakt za napajanje inovativnog oružja koje je dizajnirao Arnim Zola. Rogers i agentica Carter putuju u Erskineov tajni laboratorij, kojem pomaže Howard Stark, bogati izumitelj i proizvođač oružja. Rogersu se ubrizgava serum supervojnika, zbog čega postaje mnogo viši i nevjerojatno razvija mišiće. Međutim, tajni agent HYDRA-e ubija Erskinea i bježi s posljednjom preostalom bočicom seruma. Rogers progoni i hvata Krugera, koji je počinio samoubojstvo cijanidom. Posljednja bočica seruma je uništena u borbi i, nakon smrti dr. Erskinea, ne može se replicirati. Rogers je stoga jedini supervojnik na svijetu, previše dragocjen da bi bio izložen u borbi. Postajući popularan fenomen nakon potjere po gradu, promaknut je u čin kapetana i sudjeluje u raznim emisijama i predstavama, tijekom kojih je dobio nadimak Kapetan Amerika.
U studenom 1943. u Italiji Rogers saznaje da je HYDRA zarobila cijelu diviziju vojske. Među zarobljenim vojnicima je Bucky. Iako pukovnik Phillips smatra misiju oporavka nezgodnom, Rogers odlučuje osobno otići u pomoć svom prijatelju, uz pomoć Peggy i Starka. Nakon što je preletio neprijateljsku obranu, Rogers se spustio padobranom i uspio prodrijeti u bazu HYDRA-e. Ovdje oslobađa Buckyja i ostale vojnike divizije, koji ometaju nacističku bazu uz pomoć oružja koje pokreće Teserakt ukraden od nijemaca. Rogers i Bucky imaju direktan susret sa Schmidtom, za kojeg se ispostavilo da je Crvena lubanja, tako nazvan po užasnom licu koje je sakrio iza maske. Crvena lubanja i Zola bježe s Teseraktom, a američki vojnici sravnjuju bazu sa zemljom.
U logoru Phillips nagrađuje Rogersa novim kostimom i štitom od neuništivog vibranija koji je izumio Stark, nastavljajući se boriti protiv HYDRA-e, uz bok vojsci odanih boraca, uništavajući jednu po jednu sve baze neprijatelja. Tijekom napada na HYDRA-in oklopni vlak, Steve i Bucky uspijevaju uhvatiti Zolu, ali Bucky pada u provaliju. Phillips je od Zole uspio saznati lokaciju posljednje HYDRA-ine baze, koja se nalazi u Alpama i napadnuta je svim raspoloživim snagama. Crvena lubanja uspijeva poletjeti na letećem krilu, ali mu se pridružio Kapetan Amerika. Crvena lubanja namjerava bombardirati najvažnije američke gradove, ali kapetan dolazi do kokpita i bori se sa Schmidtom. Na kraju Crvena lubanja zgrabi Teserakt, bude usisan u njega i nestane u zraku. Rogers shvaća da su kontrole letjelice blokirane, koja se vraća prema New Yorku, odlučivši se žrtvovati kako bi izbjegao katastrofu. Razmjenjujući posljednje riječi sa svojom voljenom Peggy, Kapetan se srušio na Arktik.
Nakon opsežnih pretraga, Howard Stark preuzima Teserakt na dnu oceana, ali ne pronalazi tragove Kapetana Amerike, koji ostaje u hibernaciji u ledu gotovo sedamdeset godina, dok ga ne pronađu. Probuđen u bolnici u današnjem New Yorku, kapetan bježi na ulicu, ali mu se pridružuje Nick Fury, koji mu daje objašnjenja. Na kraju, Rogers trenira u teretani kada mu se pridruži Fury, koji mu nudi misiju spašavanja svijeta od nove prijetnje.

## Glumci
- Chris Evans kao Steve Rogers / Capitan America: vitki dječak kojeg je američka vlada pretvorila u supervojnika. Kako bi glumio Stevea Rogersa prije eksperimenta, glumac se smanjio uz pomoć digitalnih tehnika.
- Tommy Lee Jones kao Chester Phillips: pukovnik američke vojske, časnik zadužen za Stratešku znanstvenu rezervu (Strategic Scientific Reserve - SSR u originalu), sudjelovao je u stvaranju supervojnika.
- Hugo Weaving kao Johann Schmidt / Crvena lubanja: nacist na čelu HYDRA-e, neprijatelj protagonista. Za svoju ulogu Weaving je proučavao izvedbe glumaca kao što su Werner Herzog i Klaus Maria Brandauera.
- Hayley Atwell kao Peggy Carter: časnik američke vojske, zaljubljena u Steve Rogersa.
- Sebastian Stan kao James "Bucky" Barnes: najbolji prijatelj protagonista, vojnik velike razine.
- Dominic Cooper kao Howard Stark: mladenačka verzija oca Tonyja Starka, on je tvorac štita i borbene uniforme Kapetana Amerike. Lik se već kratko pojavio, u Iron Manu (2008) i Iron Manu 2 (2010) kojeg je prvo igrao Gerard Sanders, a zatim John Slattery.
- Neal McDonough kao Dum Dum Dugan: član tima Kapetana Amerike. Kao i u stripu, lika karakteriziraju tipični brkovi i kuglački šešir.
- Derek Luke kao Gabe Jones: crni član tima na čelu s Kapetanom Amerikom.
- Stanley Tucci kao Abraham Erskine: znanstveni izumitelj supervojničkog seruma koji pretvara Stevea Rogersa u Kapetana Ameriku.
- Toby Jones kao Arnim Zola: biokemičar u službi HYDRA-e.
- Kenneth Choi kao Jim Morita: član japanskog podrijetla tima na čelu s Kapetanom Amerikom.
- Bruno Ricci kao Jacques Dernier: francuski član tima na čelu s Kapetanom Amerikom.
- JJ Feild kao James Montgomery Falsworth: engleski član tima na čelu s Kapetanom Amerikom. Za razliku od stripa, lik ne nosi kostim.
- Richard Armitage kao Heinz Kruger: nacistički špijun Crvene Lubanje.
- Natalie Dormer kao Lorraine: desna ruka Chestera Phillipsa.

### Cameo
- Samuel L. Jackson kao Nick Fury, direktor S.H.I.E.L.D.-a. Jackson je već igrao ovu ulogu u filmovima Iron Man, Iron Man 2 i Thor.
- Stan Lee glumi vojnog časnika koji je u prvom redu publike predstave Kapetana Amerike za promociju ratnih titula. Kada se na pozornici pojavi drugi lik umjesto Kapetana, koji je morao biti odsutan u posljednji trenutak, izgovara rečenicu "Zamišljao sam ga višeg!", zamijenivši ga za superjunaka.
- Amanda Righetti kao agentica S.H.I.E.L.D.-a na kraju filma.

## Produkcija
Kapetan Amerika: Prvi osvetnik rezultat je originalnog scenarija Larryja Wilsona i Leslie Bohem napisanog u ime producenata Marka Gordona i Garyja Levinsohna iz Marvel Entertainmenta u travnju 1997. Artisan Entertainment se 2000. godine pridružio projektu kao koproducent nakon financijskog dogovora s Marvelom prema kojem će se obvezati na sufinanciranje 15 filmskih produkcija (uključujući Captain America), direct-to-video i Marvel televizijskih serija. Kompliciranje potpunog početka produkcije bio pravni je spor između autora stripova Joea Simona i Marvel Comicsa oko suvlasništva nad autorskim pravima lika, koji je završio na sudu. Dvije strane posredovale su 2003.
Godine 2005., Paramount Pictures, slično onome što se prethodno dogodilo s Artisanom, raskinuo je financijski ugovor s Marvelom na temelju kojeg će surađivati s potonjim u troškovima vezanim uz pitanja marketinga, filma i kućne distribucije i 10 naslova koji će se koproducirati (uključujući Captain America) u roku od deset godina. U međuvremenu, Marvel je zatražio i dobio maksimalna sredstva od 525 milijuna dolara od banke Merrill Lynch potrebnih za ekonomsku pokrivenost deset filmskih projekata u razvoju.
Pod štrajkom pisaca (2007-2008), izvršni direktor Marvela David Maisel postigao je dogovor s članovima Writers Guild of America da ne dopuste da Kapetan Amerika i drugi naslovi padnu u zaborav, kao što se dogodilo za brojne filmove u istom razdoblju. Dana 5. svibnja 2008. godine, Prvi osvetnik: Kapetan Amerika najavljen je kao radni naslov i određen je privremeni američki datum izlaska, što je također potvrdilo snimanje filma o Osvetnicima. Sljedećeg listopada službeni sinopsis objavljen je na internetu.

### Naslov
U početku poznat kao Captain America, kasnije usvojen radni naziv The First Avenger: Captain Americaa, a zatim promijenjen na svim razinama u travnju 2010. u Captain America: The First Avenger.
Na hrvatskom je ime superjunaka ostalo Kapetan Amerika, u naslovu kao i u dijalozima filma.

### Režija
Marvel je prvotno namjeravao imati Jona Favreaua za redatelja. Zajedno s Avijem Aradom, Favreau je razvio svoje prve ideje, objašnjavajući da filmu želi pristupiti kao komediji. Konačno, Favreau je radije radio na Marvelovoj adaptaciji Iron Mana i napustio projekte Kapetana Amerike. Nakon objavljivanja Favreaua, govorilo se o Nicku Cassavetesu, kojeg je Marvelu predložila njegova majka Gena Rowlands, iako je zapravo došao u kontakt s tvrtkom, pregovori između dviju strana završili su. Joe Johnston je održao neke razgovore. Louis Leterrier, svjež iz Nevjerojatnog Hulka, također je izrazio zanimanje za film nakon što je pogledao neke umjetničke koncepte napravljene tijekom praizvedbe, koje je djelomično slijedio. Zatim je ponudio svoju dostupnost Marvelu, ali tvrtka je odbila njegov poziv.
9. studenog 2008. godine The Hollywood Reporter objavio je da je Joe Johnston, nakon dvije godine pregovora, pristao režirati film. Kevin Feige komentirao je vijest rekavši: "To je film koji je Johnston trebao snimiti, s obzirom na njegovu karijeru", aludirajući na njegova prošla filmska iskustva. Ponavljajući Joea Johnstona, u potrazi za pravom metodom kojom ćemo snimiti film o superjunacima postavljen tijekom Drugog svjetskog rata kako bismo ga predložili modernoj publici, usredotočili smo se uglavnom na stil koji karakterizira Indianu Jonesa i Otimače izgubljenog kovčega, koji prema producentima, "ne ostavlja dojam periodnog filma". Ostali naslovi koji su odmjerili i utjecali na ton filma su October Sky, The Rocketeer i Star Wars, svi projekti u kojima je Johnston sudjelovao.

### Scenarij
Kevin Feige dao je pretpostavku 2008. da će film započeti tijekom Drugog svjetskog rata, s nacistima i Crvenom lubanjom kao antagonistima, a zatim doći u suvremeno doba. Avi Arad naveo je filmove Povratak u Budućnost kao jedan od izvora utjecaja u povijesti. Godine 2006., s nastavkom razvoja, David Self (poznat po filmu Put do uništenja) dobio je zadatak napisati novu adaptaciju. Zak Penn je također pozvan da se pobrine za scenarij nakon Selfove ruke, ali mu je Marvel ponudio mogućnost izbora između Kapetana Amerike i Osvetnika, radije se posvetio potonjem. 
Između listopada i studenog 2008. godine, suočen s nedostatkom čvrstog scenarija, Marvel je otvorio audicije za izbor novih pisaca. Na audicijama su predstavljena dva para umjetnika specijaliziranih za akcijske filmove: Mark Fergus, Hawk Ostby (autori Iron Mana) i Christopher Markus i Stephen McFeely (poznati po Kronike iz Narnije: Lav, vještica i ormar te Kraljević Kaspijan). Izabrani su Christopher Markus i Stephen McFeely.
U prvom tjednu srpnja 2009. sazvan je sastanak s piscima koji su sudjelovali u filmovima prije Osvetnika Captain America, Iron Man 2 i Thor, kako bi se uspostavili zajednički kriteriji s kojima se pojedinačni naslovi povezuju s filmom Osvetnici. Krajnji cilj Marksa i McFeelyja stoga je trebao biti stvoriti solidan karakter koji će biti postavljen kao glavni uvod u Osvetnike, povezujući njegovu priču s onom Thora i Iron Mana, kroz koju onda formira Marvelov svemir. Scenarij Markus-Mcfeely prepravljen je ukupno tri puta, da bi ga Joss Whedon preradio u travnju 2010., zajedno s onim Osvetnika na izravnom zadatku Marvela. Posljednji scenarij dvojca uglavnom je smješten u Drugo svjetsko ratu, a završio bi otkrićem Kapetana u ledu od strane S.H.I.E.L.D.-a, čime bi lik na izravan i brz način predstavio film Osvetnici bez trošenja dodatnog vremena objašnjavajući veze s drugim superjunacima.

### Snimanje
Produkcijski uredi otvoreni su u listopadu 2009. S pretpostavkom da će produkcija filma Kapetan Amerika započeti na kraju snimanja filma Thor, datum početka snimanja određen je za 28. lipnja 2010., a setovi u Londonu i drugim međunarodnim lokacijama posebno su odabrani kako bi se razlikovali od ostalih Marvelovih naslova, za ukupni trošak obrade procijenjen na oko 140 milijuna dolara. Snimanje je završeno 15. listopada 2010.
Isprva snimanje se trebalo održati u studiju Raleigh na Manhattan Beach (Kalifornija), na temelju sporazuma iz 2008. godine koji su potpisali Louis D'Esposito iz Marvela i Raleigh studiji, a vrijedi i za Iron Man 2, Thora i Osvetnike. Zahvaljujući ekonomskoj krizi i troškovima koji će nastati, Marvel je u svibnju 2010. najavio promjenu smjera prema Ujedinjenom Kraljevstvu. Britanska vlada zapravo je izdala snažne porezne poticaje stranim visokobudžetnim filmskim produkcijama, zbog čega je Marvel kontaktirao nekoliko londonskih filmskih studija. Međutim, ranije se govorilo o studijima Shepperton u Londonu kao potencijalnoj osnovi za snimanje interijera. Piccadilly Circus pretvoren je u set za nekoliko snimanja.
Krajem rujna, nakon izviđanja lokacija od početka ljeta, snimanje se preselilo u Manchester, u najprikladnije naseljene centre koji će biti postavljeni kao set za New York 1940-ih.

## Glazba
Glazbena prava na Kapetan Amerika i sve druge buduće Marvelove produkcije bit će u vlasništvu i pod upravljanjem Cherry Lane Music Publishing Co., prema ugovoru izdanom u New Yorku 25. studenog 2008. s Marvel Entertainmentom. U veljači 2011. Alan Silvestri dobio je zadatak skladati soundtrack.
Soundtrack također uključuje pjesmu Star Spangled Man koju su skladali Alan Menken i David Zippel.

## Promocija
Na izdanju San Diego Comic-Cona 2010. godine prikazane su neke scene s prvog materijalnog kadra na svjetskoj premijeri.
Prva reklama emitirana je tijekom Super Bowla 7. veljače 2011. godine.
Službeni trailer objavljen je na internetu 24. ožujka, dok je drugi trailer objavljen u lipnju.

## Distibucija
Film je objavljen u kinima 22. srpnja 2011. istovremeno diljem svijeta, dok je u Hrvatskoj objavljen pet dana kasnije, također u 3D-u.

## Ostali mediji
SEGA objavljuje videoigru temeljenu na filmu, Captain America: Super Soldier.

## Nastavci

### Kapetan Amerika: Ratnik zime
Prvi nastavak, Kapetan Amerika: Ratnik zime, redatelja Anthonyja i Josepha Russa, objavljen je 4. travnja 2014. Evans, Stan, Atwell, Toby Jones i Jackson repriziraju svoje uloge Kapetana Amerike, Buckyja Barnesa, Peggy Carter, Arnima Zole i Nick Furyja. Pridružuju im se Scarlett Johansson, Anthony Mackie, Cobie Smulders, Frank Grillo, Emily VanCamp i Robert Redford kao Natasha Romanoff / Black Widow, Sam Wilson / Falcon, Maria Hill, Brock Rumlow, Sharon Carter i Alexander Pierce.

### Kapetan Amerika: Građanski rat
Drugi nastavak, Kapetan Amerika: Građanski rat, objavljen je 6. svibnja 2016., a ponovno ga režiraju braća Russo. Evans, Johansson, Stan, Mackie, Grillo i VanCamp repriziraju svoje uloge iz drugog nastavka, a pridružuju im se Robert Downey, Jr. kao Tony Stark / Iron Man, Paul Bettany kao Vision, Jeremy Renner kao Clint Barton / Hawkeye, Don Cheadle kao James "Rhodey" Rhodes / War Machine, Elizabeth Olsen kao Wanda Maximoff / Scarlet Witch, Paul Rudd kao Scott Lang / Ant-Man i William Hurt kao Thaddeus "Thunderbolt" Ross[162] sve reprizne uloge iz prethodnih MCU filmova. Chadwick Boseman, Tom Holland i Daniel Brühl također glume kao T'Challa / Black Panther, Peter Parker / Spider-Man i Helmut Zemo.

### Četvrti film Kapetan Amerike
U travnju 2021. otkriveno je da je u razvoju treći nastavak, ujedno i četvrti film o Kapetanu Amerika.

## Vanjske poveznice
- Službena stranica
- Kapetan Amerika: Prvi osvetnik u internetskoj bazi filmova IMDb-a
- Kapetan Amerika: Prvi osvetnik na Box Office Mojo